# بخش هرم
بخش هَرم، یکی از بخش‌های شهرستان جویم در استان فارس ایران است. مرکز این بخش، شهر بلغان است.

## تقسیمات کشوری
- بخش هرم
  - دهستان کاریان
  - دهستان هرم

شهر: بلغان

## جمعیت
بر پایه سرشماری عمومی نفوس و مسکن در سال ۱۳۹۵، جمعیت بخش هرم برابر با ۹٬۱۶۹ نفر بوده است.